# Алламжонов, Комил Исмоилович
Коми́л Исмои́лович Алламжо́нов (узб. Komil Ismoilovich Allamjonov; 18 сентября 1984 года, Ташкент, УзССР, СССР) — узбекский государственный и общественный деятель.
Пресс-секретарь Президента Узбекистана Шавката Мирзиёева (1 декабря 2017 года — 3 октября 2018 года), исполняющий обязанности директора Узбекского агентства по печати и информации (28 ноября 2018 года — 2 февраля 2019 года), исполняющий обязанности директора Агентства информации и массовых коммуникаций при Администрации Президента Республики Узбекистан (4 февраля 2019 года — 29 января 2020 года); с 31 января 2020 года председатель Попечительского совета Общественного фонда поддержки и развития национальных массмедиа. Заместитель руководителя Администрации Президента Узбекистана (25 июля 2022 года).

## Биография
Родился в Ташкенте 18 сентября 1984 года, в семье механика и медсестры. Отец, Шокир-Кариев Исмоил Алламжонович (род. 9 мая 1957 года), работал автослесарем в АО ВАЗ. Мать, Шокир-Кариева Гулнора Ашировна (род. 12 января 1961 года), работала старшей медсестрой в роддоме № 3 г. Ташкента.
В 2006 году окончил Ташкентский государственный институт искусств и культуры Узбекистана имени М. Уйгура по специальности «Режиссёр телевидения и радио». В 2010 году завершил второе высшее образование в Ташкентском государственном экономическом университете по специальности «Экономист». Изучал английский язык в Гарвардском университете. Владеет узбекским, русским и английским языками.

### Учёба в Гарварде и особенности обучения
В 2013 году Комил Алламжонов прошёл краткосрочные языковые курсы по политологии при Гарвардском университете, участие в которых, по его утверждению, было доступно любому кандидату при условии оплаты соответствующего взноса. Программа предусматривала выполнение аналитических эссе на английском языке с акцентом на политологическую тематику.
В своей книге «Алламжонов виноват» он признался, что выполнять домашние задания ему помогала команда из четырёх человек в Ташкенте. Они помогали ему составлять эссе, переводили их на русский язык, а затем Алламжонов заучивал текст для последующего ответа на лекциях. Тем не менее Алламжонов регулярно посещал занятия и считался одним из успешных студентов. Пропуски лекций на языковых курсах карались исключением без возврата оплаты за обучение. В интервью International Business Times Алламжонов рассказал, что учеба в Гарварде указала на важность наличия эмоционального интеллекта и заложила основу для идеи создания школьных учебников.

## Карьера
Работал главным специалистом, сотрудником информационной службы МЧС, затем — главным специалистом информационной службы Государственного налогового комитета, в 2005—2009 годах был назначен и. о. руководителя информационной службы ГНК. С 2009 по 2013 годы занимал должность руководителя информационной службы ГНК — пресс-секретаря председателя комитета.
В 2010 году был награждён премией «Олтин калам» как руководитель лучшей пресс-службы страны.

## ГНК
Под руководством Комила Алламжонова был разработан и запущен многофункциональный интерактивный сайт Государственного налогового комитета soliq.uz. В 2015 году официальный сайт Комитета был назван «Лучшим сайтом в государственном управлении» на Национальном интернет-конкурсе.
В период деятельности в качестве руководителя информационной службы ГНК стал инициатором создания республиканской газеты «Солик инфо» («Налоговая информация») на узбекском и русском языках. В 2013—2016 годах был её главным редактором. Газета стала профессиональным консультантом не только для бухгалтеров и аудиторов Узбекистана, но и для сотрудников налоговых органов страны.
Также инициировал создание системных курсов по повышению квалификации бухгалтеров, лекторами на которых выступали непосредственно руководители департаментов Государственного налогового комитета и Министерства финансов. Курсы были организованы как в Ташкенте, так и в регионах страны.
Под его руководством к 16-летию была выпущена книга-альбом «Ўзбекистон давлат солиқ тизими-ислоҳот ва ривожланиш йўлида» («Государственная налоговая система Узбекистана на пути реформирования и развития»), а также к 20-летию формирования налоговых органов — фундаментальная книга-альбом «Налоговая система Узбекистана в годы независимости» («Ўзбекистон солиқ тизими мустақиллик йилларида»). В издании подробно представлена история формирования и преобразований налоговой системы на территории Республики Узбекистан с древних времён до современного этапа.
Являлся участником рабочей группы по разработке кодекса этики сотрудников налоговых органов Узбекистана.
Соавтор пособий для учебных заведений всех уровней: «Азбука экономики и налогов» для 1-4 классов, «Уроки экономики и налогов» для 5-7 классов и «Основы налогообложения» для 8-9-х классов. Для учащихся академических лицеев и профессиональных колледжей было разработано пособие «Предпринимательство и основы бизнеса», к которое включена специальная глава, посвященная налогообложению субъектов предпринимательства. Для вузов неэкономического направления подготовлен учебник «Налоги и налогообложение».
С 2009 по 2013 годы реализовал проект ежегодного творческого смотра-конкурса «Налоговые знания — детям!», который проходил в три этапа: районный, областной и республиканский.
Согласно openDemocracy — британскому веб-сайту о международной политике, Комил Алламжонов стал заметным сторонником режима, защищая его достижения в области реформ, свободы прессы и прав человека.

## Пресс-секретарь Президента
1 декабря 2017 года назначен пресс-секретарём президента Шавката Мирзиёева, сменив на посту Асаджона Ходжаева. Также назначен заместителем руководителя Исполнительного аппарата главы государства.
При К. Алламжонове началось реформирование пресс-службы президента, сменился информационный вектор, который теперь был направлен на открытость главы государства и госорганов для общества.
Впервые была налажена двусторонняя связь, позволяющая не только генерировать официальные сообщения для СМИ, но и СМИ запрашивать интересующую их информацию. К. Алламжонов занимался организацией информационного сопровождения Шавката Мирзиёева во время поездок по стране и за рубеж. Их освещение было поставлено на новый уровень. Помимо официальной части, репортажи стали включать в себя наиболее интересные нюансы встреч, давались разъяснения по поводу значения подписанных документов. Предоставляемый СМИ фотоматериал тематически стал значительно шире.
В целом К. Алламжонов добился того, чтобы работа пресс-службы президента стала более открытой, а медиасообщество могло получать оперативную и полную информацию о внешней и внутренней деятельности главы государства.
Автор таких проектов, как «Кабинет» и «Эксклюзив». «Кабинет» — площадка, где чиновники и политики рассказывали о поставленных целях, достигнутых результатах и перспективах своей дальнейшей деятельности. В рамках проекта «Эксклюзив» слово предоставлялось зарубежным политикам и финансистам по вопросам взаимодействия с Республикой Узбекистан.
Пресс-службой Президента Узбекистана и при её содействии был снят ряд фильмов. «Господин Президент» («Жаноб Президент»), в котором Шавкат Мирзиёев делится своими мыслями по поводу улучшения жизни населения, важности открытости власти для общества, роли семьи в жизни человека и другим вопросам. «Страницы Истины» («Илоҳий йўл сари») — о жизни и деятельности известного основоположника просвещённого ислама Имама аль-Бухари, являющегося автором сборника хадисов «Аль-Джами Ас-Сахих» («Достоверный»), признанном в мировом сообществе второй книгой после Корана. «Президент помиловал» («Президент афв этди») — о помиловании 2700 заключённых.
Комил Алламжонов начал вести страницы в Facebook, Twitter и Instagram для возможности обмена идеями, в том числе разработки предложений по улучшению работы пресс-службы.

## Директор Агентства информации и массовых коммуникаций
28 ноября 2018 года Комил Алламжонов был назначен исполняющим обязанности директора Узбекского агентства по печати и информации (УзАПИ).
Для реализации поставленных задач — создать новую инфраструктуру взаимодействия СМИ и власти, улучшить качество создаваемого в стране медиаконтента, повысить роль массмедиа, Агентством был разработан проект Указа Президента Республики Узбекистан «О дополнительных мерах по дальнейшему развитию информационной сферы и массовых коммуникаций». Документ вступил в силу 2 февраля 2019 года.
В соответствии с Указом Президента Республики Узбекистан УзАПИ было преобразовано в Агентство информации и массовых коммуникаций (АИМК) при Администрации Президента Республики Узбекистан. Комил Алламжонов был назначен исполняющим обязанности директора Агентства. Директор Агентства по статусу приравнен к первому заместителю советника президента.
К. Алламжонов отвечал за разработку государственной информационной политики, координировал информационную работу органов государственной власти, министерств, ведомств, контролировал реализацию конституционных прав граждан на свободу слова и информации, занимался поддержкой и оказанием содействия в развитии СМИ, издательской и информационно-библиотечной деятельности.
В должности руководителя Агентства К. Алламжонов уделял внимание повышению роли СМИ в обществе и обеспечению открытости органов государственной власти и управления. В этот период:
- во всех органах власти были созданы пресс-службы, их деятельность стала более открытой, повысился статус пресс-секретарей[46][47];
- более 400 пресс-секретарей госорганов на базе АИМК прошли курсы повышения квалификации;
- открылись 128 новых средств массовой информации;
- упростилась регистрация СМИ, данная услуга стала оказываться в онлайн-формате, перейдя из разряда разрешительных в уведомительные[48][49];
- упрощён механизм прохождения аккредитации зарубежных СМИ в Узбекистане[50];

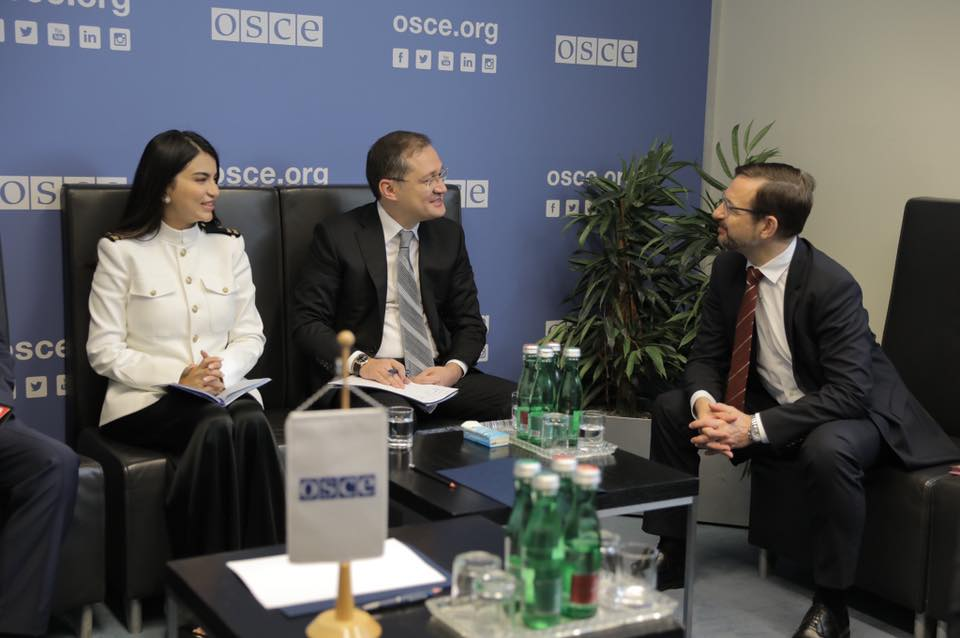
установлены партнёрские отношения с международными организациями, связанными с защитой СМИ и обеспечением свободы слова, такими как ОБСЕ[51] и ЮНЕСКО[52][53], а также налажено двустороннее сотрудничество на межведомственном уровне с профильными структурами ряда зарубежных стран: Австрии, Франции, Великобритании, ОАЭ, Беларуси, России;   - Саида Мирзиёева, Комил Алламжонов и Генеральный секретарь Организации по безопасности и сотрудничеству в Европе (ОБСЕ) Томас Гремингер[54] - Саида Мирзиёева, Комил Алламжонов и генеральный директор ЮНЕСКО Одри Азуле [55] - Команда АИМК вместе с представителем ОБСЕ по свободе СМИ Арлемом Дезиром[51] - Комил Алламжонов вместе с представителем ОБСЕ по свободе СМИ Арлемом Дезиром
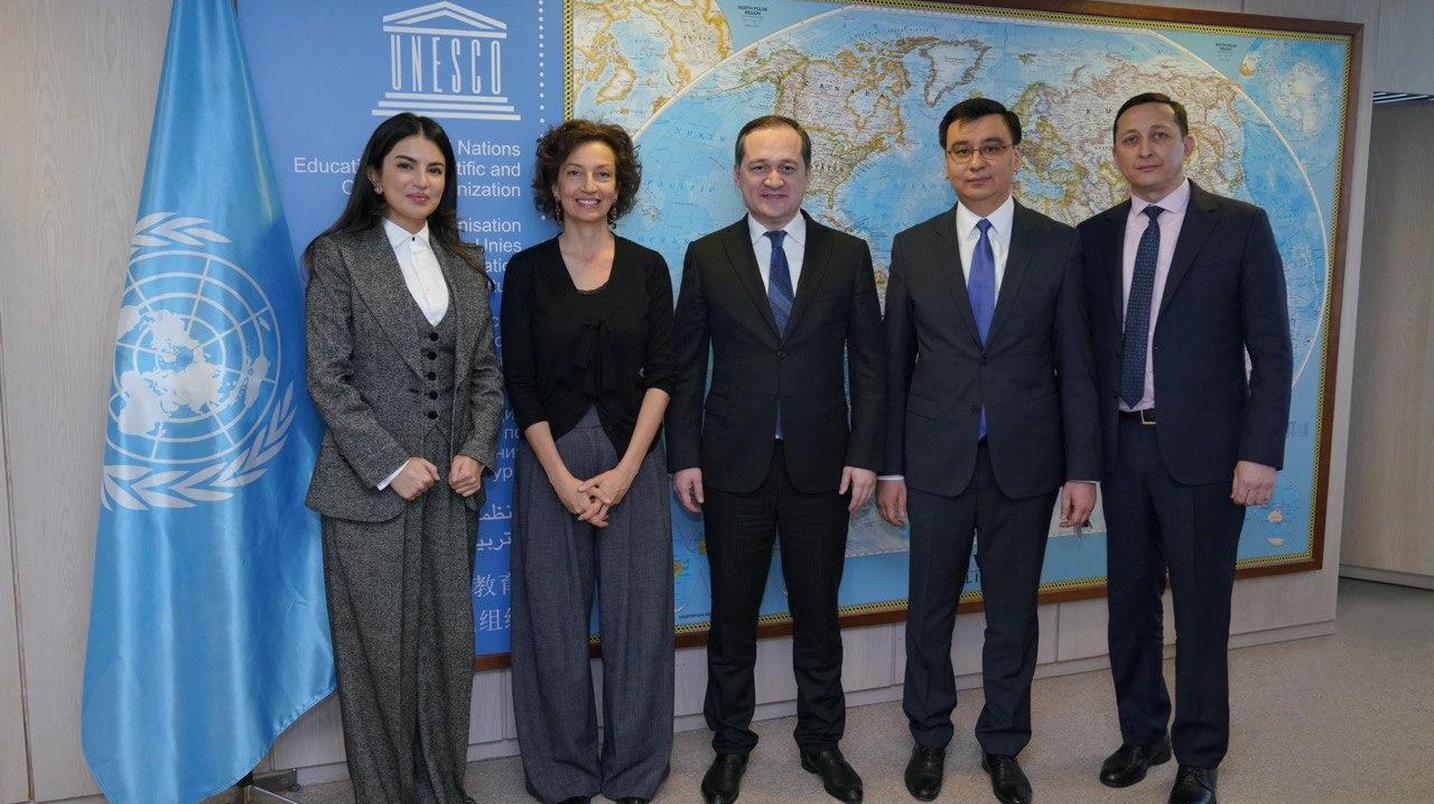
Саида Мирзиёева, Комил Алламжонов и генеральный директор ЮНЕСКО Одри Азуле
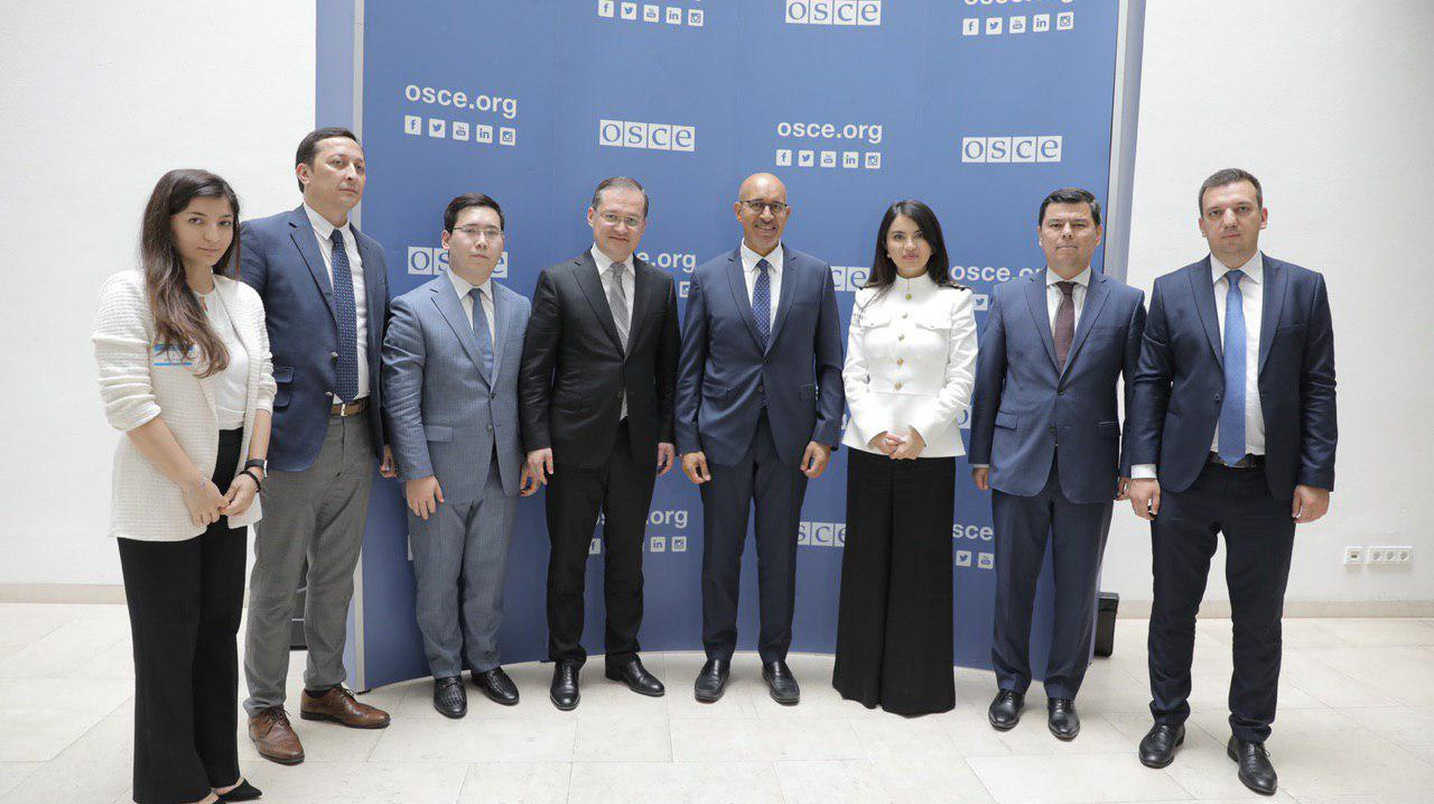
Команда АИМК вместе с представителем ОБСЕ по свободе СМИ Арлемом Дезиром
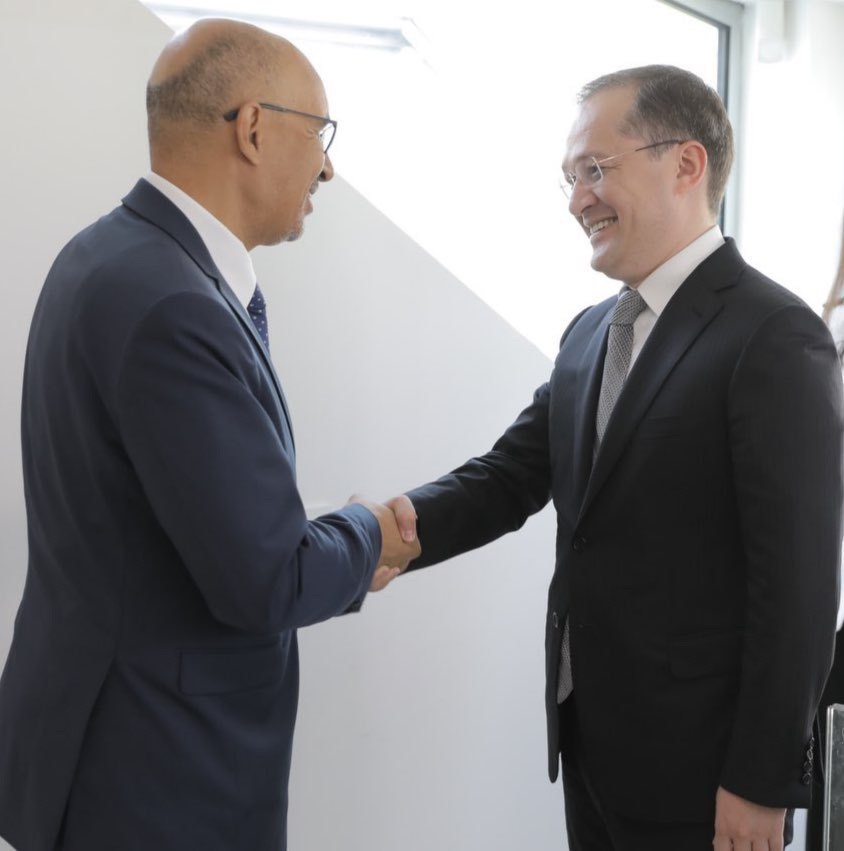
Комил Алламжонов вместе с представителем ОБСЕ по свободе СМИ Арлемом Дезиром

- проведена историческая встреча Президента Республики Узбекистан Шавката Мирзиёева с блогерами и журналистами[56][57];
- медиасообществом принят Кодекс профессиональной этики журналистов Узбекистана[58][59];
- принята программа развития национального контента в сети интернет;
- инициирована отмена наказания в виде лишения свободы за клевету и оскорбление[60][61];
- инициирована и начата разработка нормативно-правовых актов, направленных на дальнейшую либерализацию сферы СМИ, упрощение порядка регистрации субъектов отрасли.

В ответ на призыв представителя ОБСЕ по вопросам свободы СМИ Арлема Дезира прекратить блокирование сайтов СМИ в апреле 2019 года, благодаря усилиям Агентства уже в следующем месяце в Узбекистане был восстановлен полный доступ к ряду зарубежных новостных ресурсов и веб-сайтам правозащитных организаций. В их числе «BBC Uzbek», «Voice of America», «Amerika ovozi», «Radio Free Europe/Radio Liberty», «Eurasianet.org», «Deutsche Welle», «Amnesty International», «Human Rights Watch», «Reporters sans frontieres», «AsiaTerra», «Fergana Agency» и др.
Этот шаг оказал положительное влияние на улучшение международного имиджа страны, которая в следующем же рейтинге свободы прессы (за 2019 г.) поднялась сразу на 4 позиции. В целом с 2017 по 2020 год Узбекистан поднялся в рейтинге на 13 позиций и сегодня занимает 156 место.
11 октября 2019 г. в Самарканде состоялся Международный круглый стол с представителями ОБСЕ и постоянными представителями стран-участниц ОБСЕ, посвящённый обсуждению актуальных вопросов свободы слова в стране. Это стало первым мероприятием по данной тематике, проведённым в Узбекистане. Мероприятие было организовано Агентством информации и массовых коммуникаций при Администрации Президента Республики Узбекистан.
К. Алламжоновым была инициирована работа по популяризации чтения в стране и развитию информационно-библиотечной деятельности. В этот период Агентство начало работу по восстановлению деятельности сети библиотек по всей республике и открытию новых информационно-библиотечных центров. К наиболее значимым достижениям в этой области можно отнести:
- проведение (впервые) акции «Книжный караван», в рамках которой было роздано 1,5 млн книг;
- начато строительство 186 библиотек по всей республике;
- создание Национальной общеобразовательной электронной библиотеки (UZNEL)[69];
- полную реконструкцию городской библиотеки им. Нодирабегим в г. Намангане[70];
- реализацию проекта «Библиобусы»[71] для обеспечения жителей отдалённых и труднодоступных населённых пунктов книгами;
- повышение статуса библиотечных работников и установление в республике официального Дня работников информационно-библиотечной системы Узбекистана[72].

Под руководством К. Алламжонова началась работа по поддержке издательско-полиграфической деятельности. Реализован проект по реконструкции и технической модернизации типографии, печатающей литературу шрифтом Брайля для слепых и слабовидящих, приняты меры по повышению финансовой стабильности издательств, входящих в структуру Агентства. Были произведены капитальный ремонт и модернизация единственного в стране колледжа по подготовке специалистов для полиграфической отрасли.
Для обеспечения незрячих и слабовидящих людей разноплановой литературой, а также улучшения условий в специализированных образовательных учреждениях, по инициативе К. Алламжонова и при его активном содействии началась реализация проекта «Ko’ngil ko’zi». Благодаря проекту учащиеся получили доступ к учебной и художественной литературе, напечатанной шрифтом Брайля, а также была улучшена материально-техническая база специнтернатов для слепых и слабовидящих.
Для сохранения и передачи будущим поколениям образцов фольклора, пропаганды культурного наследия узбекского народа, а также создания медиапродукта для слабовидящих и незрячих детей, в феврале 2019 г. при участии и поддержке К. Алламжонова был запущен проект «Bolalik kunlarimda». В рамках проекта известные артисты и музыканты озвучивают узбекские сказки и сказки народов мира, которые выкладываются в свободный доступ для всех желающих в специальном telegram-канале. Будучи руководителем АИМК, К. Алламжонов принял участие в подготовке нескольких десятков законодательных актов в сфере СМИ, свободы слова, образования и других.

## Взаимодействие с Радио Свобода и узбекской службой «Озодлик»
Комил Алламжонов поддерживал конструктивные отношения с Радио Свобода (Radio Free Europe/Radio Liberty, RFE/RL) и её узбекской службой «Озодлик», сочетающие официальные встречи и публичную критику.
Критика в адрес «Озодлик»
В мае 2019 года, занимая пост директора Агентства информации и массовых коммуникаций при Администрации президента Узбекистана, Алламжонов публично раскритиковал работу узбекской службы Радио Свобода — «Озодлик». Он обвинил её в предвзятой редакционной политике, распространении недостоверных материалов и нарушении журналистской этики.
Алламжонов также отметил, что в сентябре 2018 года узбекская сторона предлагала RFE/RL наладить формат взаимовыгодного сотрудничества, однако ответа получено не было.
На обвинения Алламжонова отреагировало Агентство США по глобальным медиа (USAGM), заявившее, что серьёзно относится ко всем вопросам этики и проводит внутренние проверки в случае необходимости.
Встречи с руководством RFE/RL
В мае 2022 года, будучи председателем Попечительского совета Общественного фонда поддержки и развития национальных массмедиа, Алламжонов провёл встречу с президентом и генеральным директором RFE/RL Джейми Флаем и главным редактором узбекской службы «Озодлик» Пахлавоном Содиком. Стороны обсудили вопросы сотрудничества и обменялись мнениями по актуальным темам, представляющим взаимный интерес.
В январе 2022 года Алламжонов провёл онлайн-переговоры с Джейми Флаем, где обсуждались пути взаимовыгодного сотрудничества и развитие независимых СМИ.
Таким образом, отношения между Комилом Алламжоновым и Радио Свобода характеризуются как стремлением к диалогу с узбекской службы «Озодлик».

## Общественный фонд поддержки и развития национальных массмедиа
В январе 2020 года группа журналистов, инициировавших создание в Узбекистане Общественного фонда поддержки и развития национальных массмедиа, предложила К. Алламжонову занять пост председателя Попечительского совета. 31 января 2020 года собранием учредителей Фонда он был утверждён в этой должности.
Основными целями и задачами Фонда являются поддержка СМИ, защита прав и интересов журналистов и блогеров, повышение их правовой грамотности, развитие международного сотрудничества.
По инициативе К. Алламжонова Фонд организовал курсы повышения квалификации для журналистов, пресс-секретарей государственных органов, а также чиновников, с целью повышения качества их взаимодействия с прессой.
Также совместно с ОБСЕ в каждом регионе были организованы курсы для сотрудников СМИ по повышению правовой грамотности (2020—2021 гг.).
Возглавил журналистское сообщество в борьбе по отмене статей 139 и 140 в Уголовном кодексе, предусматривающих лишение свободы за клевету и оскорбление. Сенат Олий Мажлиса Узбекистана на 10-м пленарном заседании 19 декабря 2020 г. одобрил закон, который отменил наказание в виде лишения свободы за эти преступления.

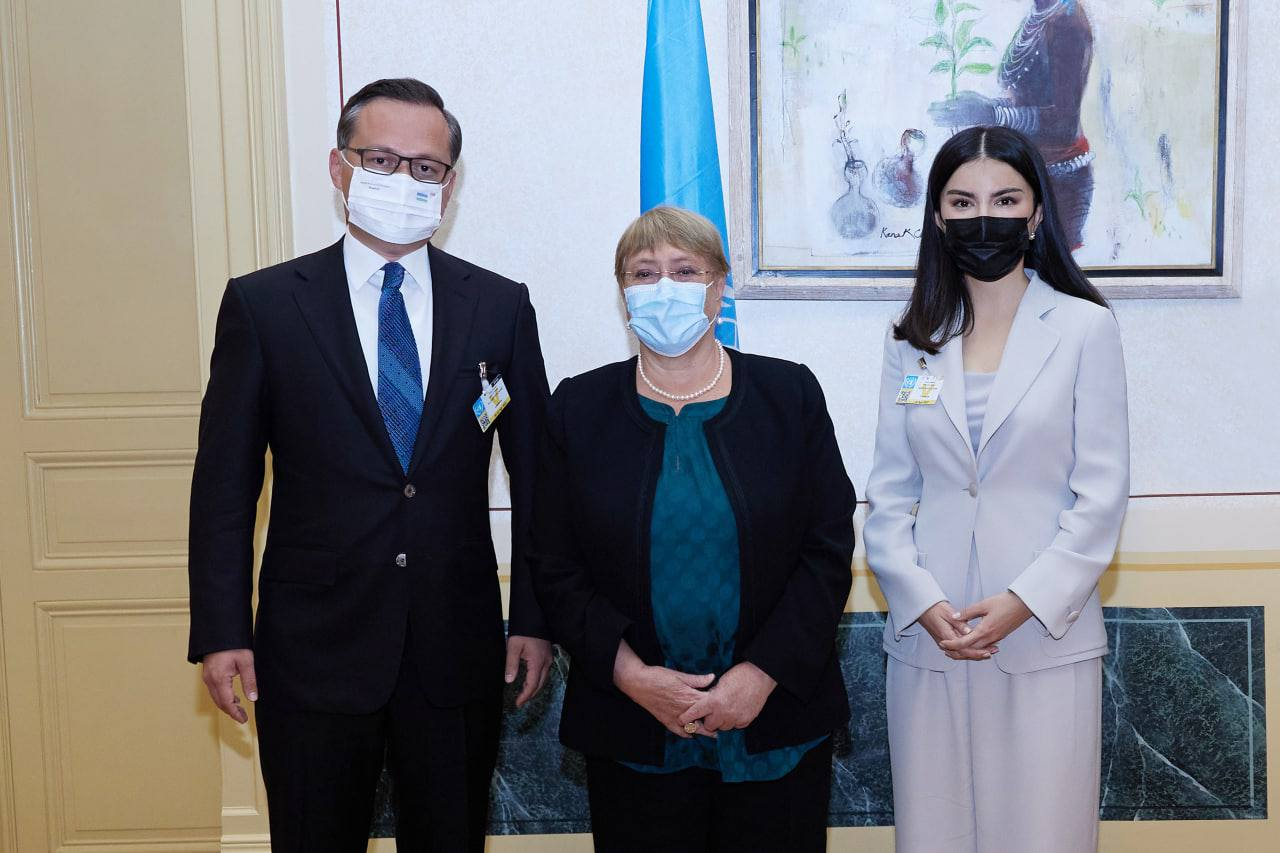
Комил Алламжонов, Мишель Бачелет и Саида Мирзиёева

В качестве председателя К. Алламжонов является принципиальным сторонником свободы слова и плюрализма мнений. Категорически выступает против блокировки соцсетей и сайтов зарубежных организаций.
Алламжонов ведёт активную деятельность по установлению партнёрства между Фондом масс-медиа и международными структурами. С этой целью он провел встречи с Верховным комиссаром ООН по правам человека Мишель Бачелет, представителем ОБСЕ по вопросам свободы СМИ Терезой Рибейру, послами европейских стран в Узбекистане.
Для борьбы с фейками К. Алламжонов достиг договоренности с Управляющим директором по публичной политике Meta в регионе Большого Китая, Монголии и странах Центральной Азии Джордж Чен о проведению тренингов, верификации официальных страниц СМИ, государственных органов и официальных лиц, вплоть до послов страны за рубежом.

## Предпринимательская деятельность
Комил Алламжонов основал инновационную автошколу «Автотест» и телеканал Milliy TV.  Что касается «Автотест» ,  позже компания превратилась в сеть автошкол по всей стране при поддержке правительства: постановлением Кабинета Министров Узбекистана от 30 апреля 2015 года областным администрациям было предписано передавать «Автотест» земельные участки для строительства учебных комплексов. 4 сентября 2017 года было принято новое постановление, согласно которому «Автотест» получило исключительное право на переподготовку водителей автотранспортных средств юридических лиц в Узбекистане. Назначение Алламжонова на пост пресс-секретаря президента через два месяца после введения монополии вызвало множество вопросов и возражений. В 2018 году монополия была отменена: и переподготовку могли проводить любые лицензированные автошколы.
8 сентября 2017 года на фестивале O’zbegim, проведённом каналом Milliy TV, был приготовлен самый большой плов, который официально включили в Книгу рекордов Гиннеса.

## Награды
- Национальная премия «Олтин калам»
- Памятный знак «20 лет независимости Республики Узбекистан»
- Памятный знак «25 лет независимости Республики Узбекистан»
- Памятный знак «30 лет независимости Республики Узбекистан»
- Памятный знак «30 лет МВД Республики Узбекистан»

## Личная жизнь
Женат, имеет 5 детей.